# Campo de la Avenida Arce
La Cancha del Club Atlantes, popularmente conocida como “El Campo de la Avenida Arce” fue el primer estadio de fútbol de los primeros equipos de la ciudad de La Paz y que estuvo activa entre los años 1911 y 1918.

## Ubicación
El Campo de la Avenida Arce estaba situado entre las Avenidas Arce y 6 de Agosto (actual Hotel Radisson).

## Historia
El fútbol había llegado a la ciudad de La Paz a finales del siglo XIX y en 1899 se fundaba el primer club de la ciudad. En un principio los partidos se llevaban a cabo en las plazas de la ciudad como la Plaza San Pedro (donde se jugó el primer Interdepartamental Oruro La Paz) o en descampados a las afueras de la ciudad como la Pampita de la Tejería. 
A principios del siglo XX los Hermanos Ernst, prominente familia de la ciudad y amante del fútbol, decidió habilitar un espacio en su gran finca, que en aquella época iba desde la actual Plaza Bolivia hasta la Plaza de Isabel la Católica, para la práctica de diversos deportes como el tiro deportivo, la equitación y el fútbol, fundando así el Club Atlantes.
Poco a poco, el fútbol fue tomando mayor importancia, y la familia Ernst con el apoyo de los clubes de fútbol de la ciudad decidieron dotar a este espacio de todo lo necesario para que el campo se convirtiera en una verdadera cancha de fútbol. Es así que se lo dotó con porterías permanentes y tribunas con capacidad para 2000 personas.
En 1911 se juega allí el primer Torneo de Fútbol de la historia de Bolivia, con la participación del Club The Strongest, Nimbles Sport Association y otros 7 equipos de la ciudad de La Paz. El primer partido fue entre los impulsores del torneo, The Strongest y Nimbles siendo ganador el primero por 3 goles a 1.
En 1914, se crea la AFLP y esta organiza los primeros torneos oficiales de la ciudad en esta cancha, actividad que se mantuvo ininterrumpida hasta 1918, año en el que la Familia Ernst decide dejar de alquilar el recinto a la AFLP y que lleva a la suspensión de la actividad futbolística por cerca de 4 años al no contar la ciudad con otro campo adecuado para la práctica de este deporte.
En 1922 la AFLP decide adecuar el antiguo Hipódromo de la ciudad y es ahí donde prosiguen los torneos de fútbol, alternando con otro escenario llamado 'Estadio Obrero'. En 1930 se inaugura el Estadio Hernando Siles y en los antiguos predios del Club Atlantes, incluido el Campo de la Avenida Arce, se construyen numerosos edificios, plazas y avenidas.
En la actualidad, sobre la antigua cancha de fútbol se levanta un lujoso hotel y una plazuela.

## Características
Este Campo fue el primer recinto de la ciudad de La Paz que reunía todos los requisitos para se considerado una cancha de fútbol, pues pocos años después de su inauguración llegó a usarse exclusivamente para la práctica del fútbol, contando con una tribuna con capacidad para 2000 espectadores, que abarrotaban el campo todos los sábados (en aquella época los partidos se disputaban los sábados, al puro estilo inglés)
El campo era de tierra, y los arcos de madera con redes. No poseía vestuarios, ni duchas, y tampoco una separación segura entre espectadores y jugadores lo que provocó más de una vez grandes trifulcas en las que participaban tanto jugadores como hinchada. 
El terreno de juego tenía unas medidas de 91 metros de largo por 52 metros de ancho, teniendo las medidas mínimas por lo que era un campo menor que el de otros lugares del país, como el de Oruro.

## Los títulos conseguidos en el Campo de la Avenida Arce
En este recinto se jugaron 1 Copa de la Municipalidad de la Ciudad de La Paz en 1909, 1 Campeonato Prefectural en 1911, 12 Torneos de Primera División de la AFLP y algunos de segunda división, y al menos 2 Torneos de la AFLP en el formato de Copa.
Club The Strongest
3 títulos del Campeonato de Primera división de la AFLP: 1914, 1916, 1917.
1 Título del Campeonato de segunda división de la AFLP: 1914
1 título de Copa de la AFLP: 1916.
Colegio Militar
1 Título del Campeonato de Primera división de la AFLP: 1915
New Fighters
1 Título de la Copa de la AFLP: 1914

## Traslado a Miraflores
Debido al gran éxito en la popularización del fútbol en La Paz, grandes personalidades del ámbito deportivo, patrocinados por la Prefectura del Departamento y por la Presidencia de la República, deciden emprender la construcción de un nuevo escenario deportivo. La finalidad original, era la de acoger por primera vez el Campeonato Sudamericano, pero al final no pudo llevarse a cabo, aunque el nuevo recinto si se llegó a concluir en el año 1930.
Este nuevo campo recibió el nombre del presidente de la República Hernando Siles, y fue construido no muy lejos del de la Avenida Arce, en el barrio de Miraflores.